# 1,1,1-Trichloroethan
Hợp chất hữu cơ 1,1,1-tricloroetan, còn được gọi là methyl chloroform, là một dẫn xuất halogen của hydrocarbon. 1,1,1-Tricloroetan là chất lỏng không màu, có mùi thơm, từng được sản xuất công nghiệp với số lượng lớn để sử dụng làm dung môi. Nghị định thư Montreal xếp 1,1,1-tricloroetan là chất làm suy giảm tầng ozone, và việc sử dụng nó đang nhanh chóng bị cấm.

## Sản xuất
1,1,1-Tricloroetan được báo cáo đầu tiên bởi Henri Victor Regnault năm 1840. Trong công nghiệp, 1,1,1-tricloroetan được sản xuất theo quy trình hai bước, xuất phát từ vinyl chloride. Bước đầu, vinyl chloride phản ứng với hydro chloride ở 20-50   °C tạo 1,1-dicloroetan:
CH2=CHCl + HCl → CH3CHCl2
Phản ứng này được xúc tác bởi nhiều loại axit Lewis, chủ yếu là nhôm chloride,  sắt(III) chloride hoặc kẽm chloride. Sau đó, 1,1-dichloroethane phản ứng với clo dưới bức xạ tia cực tím tạo thành 1,1,1-tricloroetan:
CH3CHCl2 + Cl2 → CH3CCl3 + HCl
Hiệu suất phản ứng đạt 80-90%. Hydro chloride tạo ra lại được tái chế, trở thành chất tham gia bước đầu tiên trong quy trình. Sản phẩm phụ là 1,1,2-trichloroethane. Có thể tách 1,1,1-tricloroetan ra bằng cách chưng cất.
Một lượng nhỏ 1,1,1-Tricloroetan được tạo ra từ phản ứng của vinylidene chloride và hydro chloride khi có mặt sắt(III) chloride:
CH2=CCl2 + HCl → CH3CCl3
1,1,1-Tricloroetan thường được bán với một chất ổn định vì nó kém ổn định, dễ tách HCl và phản ứng một số kim loại. Chất ổn định chiếm tới 8% trong công thức, bao gồm chất tẩy axit (epoxit, amin) và chất tạo phức vòng càng. Nghị định thư Montreal cho rằng 1,1,1-tricloroetan là một trong những hợp chất gây nên sự suy giảm tầng ozone và cấm sử dụng vào năm 1996. Kể từ đó, việc sản xuất và sử dụng 1,1,1-tricloroetan đã bị loại bỏ trên khắp thế giới.

## Công dụng
1,1,1-Tricloroetan được coi là một dung môi không phân cực. Do tính phân cực tốt của các nguyên tử clo, nó là một dung môi ưu việt cho các hợp chất hữu cơ không hòa tan tốt trong hydrocarbon như hexane. 1,1,1-Tricloroetan là một dung môi tuyệt vời cho nhiều vật liệu hữu cơ và cũng là một trong những chất độc hại nhất trong số các dẫn xuất clo của hydrocarbon. Trước Nghị định thư Montreal, 1,1,1-tricloroetan đã được sử dụng rộng rãi để làm sạch các bộ phận kim loại và mạch in, làm dung môi quang học trong ngành công nghiệp điện tử, làm aerosol, làm dầu cắt gọt kim loại và làm dung môi cho mực, sơn, chất kết dính, và lớp phủ. 1,1,1-Tricloroetan cũng được sử dụng làm thuốc trừ sâu.

## An toàn
Mặc dù không độc hại như nhiều hợp chất tương tự, nhưng nuốt hay hít phải 1,1,1-tricloroetan gây ức chế hệ thần kinh trung ương và có thể gây ra tác dụng tương tự như say ethanol, bao gồm chóng mặt, nhầm lẫn và ở nồng độ đủ cao gây bất tỉnh và tử vong. Đã có báo cáo về những vụ việc nhiễm độc và bệnh liên quan đến việc hít phải trichloroethane cố ý. Việc loại bỏ hóa chất khỏi chất lỏng dùng trong công nghiệp bắt nguồn từ Dự luật California số 65 ban hành năm 1986, cho rằng 1,1,1-tricloroetan rất nguy hiểm và độc hại 